# Bernard Leiber
Bernard Leiber (* 9. März 1943; † 3. November 2023 in Damme) war ein deutscher Schachspieler. Er war Deutscher Meister im Fernschach. 

## Fernschach
Leiber qualifizierte sich für die Endrunde zur 20. Deutschen Meisterschaft 1985/90. Hier siegte er mit 10,5 aus 14 Punkten (+8 =5 −1) und wurde Deutscher Fernschachmeister. In der Endrunde zur 21. Deutschen Meisterschaft konnte er seinen Titel allerdings nicht verteidigen. 
In der Qualifikation zur 19. Weltmeisterschaft scheiterte er 1999 im ¾-Finale.
In der ICCF-Wertungsliste von Januar 2003 wurde Leiber mit einer Wertungszahl von 2436 geführt. Danach war er inaktiv. 1993 wurde er zum Internationalen Fernschachmeister ernannt, 2001 zum Verdienten Internationalen Meister.

## Nahschach
Am Brett verzeichnete Leiber einige regionale Erfolge. In den Jahren 1974 und 1976 war er für die Endrunde um die NRW-Meisterschaft nominiert, 1976 wurde er Stadtmeister von Münster, 1987 Stadtmeister von Osnabrück. 1979, 1981 und 1983 gewann er die Pokalmeisterschaft von Niedersachsen. 
Seine letzte Elo-Zahl betrug 2144, seine höchste Elo-Zahl war 2350 im Juli 1986.

## Privat
Leiber arbeitete als kaufmännischer Angestellter.